# Idlewild South
| Recensione                        | Giudizio            |
| --------------------------------- | ------------------- |
| AllMusic                          | [ 2 ]               |
| Robert Christgau                  | B+                  |
| The New Rolling Stone Album Guide | [ 4 ]               |
| Sputnikmusic                      | 4.0 (Excellent)     |
| Piero Scaruffi                    | [ 6 ]               |
| Ondarock                          | (Disco consigliato) |
| Dizionario del Pop-Rock           | [ 8 ]               |
| 24.000 dischi                     | [ 9 ]               |

Idlewild South è il secondo album del gruppo rock statunitense The Allman Brothers Band pubblicato nel settembre del 1970.
Prodotto da Tom Dowd (tranne un brano, Please Call Home prodotto da Joel Dorn), l'album venne pubblicato il 23 settembre 1970 negli Stati Uniti, dalla Atco Records e dalla Capricorn Records.

## Il disco
Dopo l'uscita del loro album di debutto nel 1969, l'Allman Brothers Band andò in tour attraverso gli Stati Uniti per promuovere il disco, che comunque vendette poco. Le loro esibizioni, tuttavia, ebbero ottimi riscontri di critica e pubblico e crearono sensazione anche nell'ambiente musicale stesso dove un passa parola tra musicisti ed addetti ai lavori ingrandì sempre più la reputazione della band, tanto che Eric Clapton chiamò Duane Allman a collaborare al suo album del 1970 Layla and Other Assorted Love Songs.
Principalmente a causa degli impegni in tour, Idlewild South venne registrato in maniera graduale nell'arco di cinque mesi in varie città, incluse New York, Miami, e Macon, dove il gruppo risiedeva. Tom Dowd avrebbe già dovuto in precedenza produrre il primo album del gruppo, ma causa impegni personali aveva dovuto rinunciare al lavoro. Il materiale presentato in Idlewild South venne composto durante questo periodo di intenso lavoro e presentato dal vivo. Il titolo dell'album proviene dal soprannome dato dalla band ad uno sgangherato capannone affittato da loro per le prove, e per tenerci party sfrenati. Idlewild South contiene due della canzoni più famose del gruppo, Midnight Rider e In Memory of Elizabeth Reed, pezzo richiestissimo durante i concerti.
L'album fallì ancora dal punto di vista commerciale, riscuotendo poco successo (ma il singolo Midnight Rider raggiunse la posizione #19 nella Chart Hot 100 di Billboard). Tuttavia, le vendite iniziarono a salire molto lentamente, grazie alla reputazione dei concerti tenuti dalla band (suonarono in più di 300 concerti solo nel 1970), preparando il terreno per l'enorme successo del successivo At Fillmore East.

## Tracce
Lato A
1. Revival – 4:04 (Dickey Betts)
2. Don't Keep Me Wonderin' – 3:40 (Greg Allman)
3. Midnight Rider – 3:00 (Greg Allman)
4. In Memory of Elizabeth Reed – 6:54 (Dickey Betts)

Durata totale: 17:38
Lato B
1. Hoochie Coochie Man – 4:54 (Willie Dixon)
2. Please Call Home – 4:00 (Greg Allman)
3. Leave My Blues at Home – 4:15 (Greg Allman)

Durata totale: 13:09

## Formazione
- Duane Allman - chitarra solista, chitarra acustica, chitarra slide
- Dickey Betts - chitarra solista
- Greg Allman - organo, pianoforte,
- Greg Allman - voce solista (eccetto nel brano: Hoochie Coochie Man)
- Berry Oakley - basso
- Berry Oakley - voce solista (solo nel brano: Hoochie Coochie Man)
- Jai Johanny Johanson - batteria, congas, timbales, percussioni
- Butch Trucks - batteria, timpani

Ospite:
- Thom Doucette - armonica, percussioni

Note aggiuntive:
- Tom Dowd - produttore (eccetto brano: Please Call Home)
- Joel Dorn - produttore (solo nel brano: Please Call Home)
- Frank Fenter - produttore esecutivo
- Registrazioni effettuate al: Capricorn Sound Studios di Macon, Georgia; al Atlantic South-Criteria Studios di Miami, Florida; al Regent Sound Studios di New York City, New York
- Ron Albert - ingegnere delle registrazioni
- Howie Albert - ingegnere delle registrazioni
- Jim Hawkins - ingegnere delle registrazioni
- Bob Liftin - ingegnere delle registrazioni[12]